# Alasia da Sommaripa
Fra Gregorio Alasia da Sommaripa, rojen Alessandro, rimskokatoliški duhovnik, zgodovinar in filolog, * 1578, Sommariva del Bosco, Cuneo, Piemont, † 1626, Samostan svetega Marcela, Rim.

## Življenje
Alasia da Sommaripa je bil zgodovinar in filolog, ki se je rodil leta 1578 v kraju Sommariva (Sommaripa) del Bosco v Pokrajini Cuneo v Piemontu, pod posvetnim imenom Alessandro Alasia. Potomsko je izhajal iz rodu notarjev, kondotjerjev in najemniških vojakov. Že v rojstnem kraju je postal član reda servitov kot brat Gregorio. Servitski red se je ukvarjal predvsem z organiziranjem misijonov. Bratje so ga poslali v Rim, v samostan San Marcello, kjer je napisal biografijo o njihovem tedaj komaj preminulem generalu, naslovljeno Vita del Padre Angelo Montorsoli (Življenje očeta Montorsolija). Iz Rima ga je leta 1601 pripeljal v Devin grof Raimondo della Torre Valsassina, ker je bil zaradi znanja in zmožnosti izbran za vodstvo nove redovniške skupnosti. Grof je bil tedaj habsburški odposlanec v Benetkah. Alasia naj bi nadzoroval gradnjo samostana v bližini devinskega gradu, skupaj z dvema sobratoma pa naj bi ustanovil šolo, v kateri bi se sinovi krajevnih plemičev učili jezikov, znanosti in teologije. Prizadeval si je pridobiti ljudi za pravo krščansko vero. V ta namen je dal postaviti Raimondo že leta 1591 ob devinski graščini cerkvico Svetega Duha in je 17. septembra podpisal nato v Ferrari z generalom servitov pogodbo za zazidavo samostana. Alasia je kot načelnik krajevnega samostana začel nadzorovati njegovo nastajanje vse do zaključka gradbenih del leta 1607. Leta 1612 je Alasia za vselej zapustil devinsko graščino. Najprej je odšel do rodne Sommarive, od koder je nadaljeval pot v Genovo in mnoga druga italijanska mesta, dokler se ni ustalil v rimskem samostanu San Marcello. Tu je umrl leta 1626.

## Delo
Sestavil je servitski molitvenik Navis Religionis Servorum Sanctae Mariae in ga leta 1604 objavil v Benetkah. Kasneje je pripravil še dva taka molitvenika in sicer: Corona septem dolorum figurata iz leta 1618, v letu 1625 pa še Esercizi spirituali. V delu Catalogo de' capitani, afieri e sargenti di Sommariva govori o krajevni in redovni zgodovini kraja Sommariva. Leta 1622 je izdal še leksikon zgledov pobožnosti, leta 1624 pa katalog vseh samostanov in posvečenih stavb iz območja, kjer je živel.
V Devinu je prvič naletel na novo kulturo in povsem neznani jezik, slovenščino, ki jo je govorila večina okoliških prebivalcev. Zavedal se je, da bo lahko edino s pomočjo slovenščine uspešno opravljal službo duhovnika na ozemlju Devinčanov. Alasia pred prihodom v Devin ni mogel imeti stikov s slovenskim jezikom in zanj gotovo še vedel ni. Tretji sin grofa Raimonda – Mattias della Torre mu je postal učitelj. Tedanje obalnojadransko plemstvo torej ni le poznalo in bralo, ampak mogoče tudi govorilo in pisalo slovensko. Ta spoznanja so dokončno ovrgla do nedavnega ustaljeno mnenje, da je bila slovenščina v preteklosti izključno jezik nižjih slojev in da je plemstvo ni uporabljalo. Plemiči so imeli svoje gradove, dvorce in zemljiške posesti na ozemlju, naseljenem s slovenskimi prebivalci, zato je bil stik z jezikom slednjih možen in naraven. V nekaj letih je slovenski jezik dobro obvladal, tako da je leta 1607 v Vidmu izšel njegov prvi italijansko-slovenski slovar Vocabolario Italiano e Schiavo. 

### Vocabolario Italiano e Schiavo

#### Zgradba in vsebina
To ni le prvi dvojezični, samo italijansko-slovenski slovar, ampak tudi najstarejši ohranjeni slovenski katoliški tisk posvetne vsebine in druga v obdobju protireformacije natisnjena knjiga po sicer izgubljenem Kratkem katoliškem katekizmu za mladino avtorja Lenarta Pacherneckerja. Slovar je izreden kulturni in nacionalni dokument. Ta Alasijeva knjiga ima 225 strani in je mnogo več kot slovar, vsebuje pa: 
- posvetilni predgovor;
- uvod Dobrohotnemu bralcu (Al beningno lettore), v katerem našteva slovanska ljudstva, pomotoma proglaša hrvaško glagolico za njihov skupni črkopis, omenja fonetično težavno italijansko transliteracijo in navaja vzorce slovenskih sklanjatev in spregatev;
- povzetek običajnih slovenskih pozdravov (Salutationi ordinarie), števnikov in imen dnevov v tednu;
- besednjak, ki šteje 2617 italijanskih leksemov in 2841 slovenskih ustreznic;
- imenski seznam tedaj najobičajnejših kovancev (Nomi di alcune monete più usitate);
- Domači popotnikov pogovor z deželanom o najnujnejšem (Regionamento famigliare del viandante col paesano delle cose più necessarie);
- slovenske molitve očenaš, zdravomarijo in vero (Pater noster, Ave Maria, Credo);
- deset zapovedi v verzih (I dieci commandamenti in versi);
- pet zapovedi svete Cerkve (I cinque commandamenti della S. Chiesa);
- božično in trikraljevsko pesem (Lode spirituale peri l giorno di Natale, e dell' Epifania di N.S. Giesu Christo);
- velikonočno pesem Iesus ie od smerti ustau, binkoštno pesem Pridi k' nam Bug sueti Duc;
- Kesanje (Confiteor);
- postila z avtorjevo latinsko zahvalo svojim dobrotnikom, na čast katerih je delo dokončal. (Košuta 2007: 209.)

Hotel je pripraviti obširen in izčrpen jezikovni priročnik, ki bi ne bil le v pomoč italijanskim duhovnikom pri njihovem delu med Slovenci, ampak tudi slovenskemu ljudstvu. Alasia se je zgledoval po dveh razpoložljivih virih: obeh večjezičnih slovarjih Hieronima Megiserja – njegovega Dictionarium quatuor linguarum, videlicet, germanicae, latinae, illyricae (quae vulgo Sclavonica appellatur), italicae iz leta 1592 in njegovega Thesaurus Polyglottus iz leta 1603. Po jezikoslovni oceni Antona Breznika naj bi črpal tudi iz neugotovljenega hrvaškega ustnega vira. Še najbolj pa se je Alasia naslanjal na besedišče, ki ga je zbral med avtohtonimi prebivalci Devina. Iz Alasijevega gradiva lahko ugotovimo tudi jezikovno neenotnost. Gre za primer goriško-kraškega dialekta, ki vsebuje primesi germanizmov, hrvatizmov, italijanizmov in furlanizmov, kateri so bili knjižno le malo prej normiranemu jeziku popolnoma neznani. Posamezni leksemi pa kažejo na ustne vire, ki so tudi iz drugih, celo vzhodnoslovenskih narečnih območij. Avtor uporablja italijansko grafiko, čeprav se je v slovenskih tiskih iz druge polovice 16. stoletja že ustalila bohoričica. Očitno mu je bila raba italijanskih črk za slovenske glasove manj zapletena in bolj domača kot bohoričica. Alasia je črkopis v kar največji možni meri približal uporabniku, navajenemu na zapis italijanskih besed. V slovarju je razlagalni jezik italijanski. V italijanska besedila avtor vnaša tudi latinske navedke, latinski so naslovi nekaterih molitev in pesmi, latinščina se prepleta s slovenščino in italijanščino tudi v sklepnem besedilu.

#### Domači popotnikov pogovor z deželanom o najnujnejšem
Izjemen pomen v slovarju pripada Domačemu popotnikovemu pogovoru z deželanom o najnujnejšem (Ragionamento famigliare del viandante col paesano delle cose più necessarie). Sestavek predstavlja začetek slovenskega frazeološkega priročništva in prvi tiskani primerek praktične konverzacije v slovenskem jeziku. Je najustvarjalnejši in najizvirnejši del Alasijevega priročnika. Tu se Alasia ni zgledoval po nobenem predhodnem vzorcu. V njem je tudi odsoten kakršenkoli verski poudarek, saj se pogovor nanaša izključno na hrano, vino in konjsko oskrbo. Popotnik prosi domačina, naj mu pokaže pravo pot do Devina in dobre gostilne. Alasia želi italijanskemu popotniku olajšati običajne sporazumevalne težave ob soočenju z avtohtonimi slovenskimi govorci. 
Primer takega sestavka:
- V. Fate che il cauallo habbia il ſuo biſogno. ſtorite da cogn bo imeu gnegoua potreba.
- P. Haurà ogni coſa, non dubitate. bode imeu vſsè, ne boiteſe.
- V. Andiamo in camera. poimo k' camere.
- P. Signore venite à cena, ch'è hora. Goſpud poite vechieriat, ker ie vra.
- V. Andiamoci prima à ſcaldar vn puco. poimo poprei ano malo ſe ſegret.
- P. Venite, che v'è buon fuoco. puite, da ie dober oggn.
- V. Hauete più triſto vino, di quello, c'habbiamo beuuto à Duino. imate cuiſſa vina, coi tiſte, ker ſmo pile y Duino.
- P. N'habbiamo bene ancora noi di cosi buno, ma è più caro. imamo tudi mi tolicai dobriga, ma ie vech drago.

#### Pesmi
Pesmarica je najstarejši tiskani dokument slovenskih katoliških cerkvenih pesmi, vendar so tri pesmi objavili že protestanti v štirih pesmaricah. Vse pesmi so tiskane tako, kot so jih ljudje na Primorskem peli, a brez napevov. 
V srednjem veku je bil božični praznik zelo pomemben, zato je že kmalu dobil svoje lastne pesmi. Med slovenskimi je najstarejša taka pesem Eno je dete rojeno, ki je najbrž iz 15. stoletja. Prvič je bila tiskana pri protestantih, drugič pa v Alasijevem slovarju, povezana že s kolednico Ta svetla zvejzda ta je zašla. Ta se je razširila po vsem slovenskem ozemlju in še čez mejo v Istro. Pesmi kažeta na staro tradicijo božičnih in trikraljevskih obrednih pesmi. Za njimi so spremljali obredne prizore: najprej kot uvod v mašo v cerkvi, potem pa še pred cerkvijo in po hišah.

##### Pesem:Lode ſpirituale peri l giorno di Natale, e dell' Epifania di N.S. Gieſu Chriſto
Ta ſuetla ſueiſda ta ie zasla
Za ono ſtran chiernè gorè;
Ona nam ſueti ſirocò.
V ſueiſde ſtoi Deite mladù
V rokec derzi an cris slate
V cris ſo slatni puſtobi,
Da ie ta Deite praui Bug.
Da ie to Deite roieno
Noter u tem meſto Betlemo
Vanei priproſtnei ſtaliſi,
Veneic voluski iaſſouſſec;
Spoſnauga ie oslich, valec
Da ie tu Deite praui Bug,
Kir ie ſtuaril zemgliò, nebù,
Kerſchienico dau duſſo, tellò.
Potle ſp persle craglie trije,
Gaſpar, Melicor, Boltiſar,
Inu oni ſp koffro pernesle,
Veroc, mirò, chiſto slatò.
Inu doruieio Ieſuſa
Tega craglia nebeskiga.
Veſſeliſſe Ieruſalem
Ieruſalem meſtu lepu.
V tebe nam ſi ie adan rodiu,
Ker bode cral ces cral vſſe
O cuala tebe Maria,
Ker ſi nam dala ſinà toiga.
Izmed vseh prazničnih pesmi je velikonočna pesem že zaradi važnosti velikonočnega praznika nastala najprej, njeno besedilo je med ohranjenimi najstarejše. Prva kitica je povzela glavno poanto praznika. Z njo so izrazili vero v Jezusovo vstajenje. Nato so postopoma dodajali nove kitice, ki so razlagale učinke Kristusove smrti, dodali so kitico o treh ženah, ki so našle prazen Jezusov grob. Razvoj pesmi je šel dalje, v pesem so dodali kitico z adventnimi in božičnimi motivi, na kratko so označili Jezusovo javno delovanje, ki se je končalo s smrtjo na križu. Dodali so še kitice, ki so opevale dogodke po smrti. Kitice o vstajenju so zelo različno ohranjene. Alasia je edini, ki omenja, da se je Jezus prikazal tudi svoji materi. V pesem so dodali še prvotno samostojne kirielejsone. 
Dolga velikonočna pesem dokazuje, kako je Cerkev v srednjem veku ob največjem krščanskem prazniku ljudi s pesmijo poučevala in jih spominjala na vse glavne verske resnice in dogodke iz svetopisemske zgodovine. 

##### Pesem:Per il giorno di Paſqua
Ieſus ie od ſmerti uſtau
Od ſoie britke martre,
Dabi ne biu od ſmerti uſtau,
Vas voglie zuet bi conez vzau.
O Kirie eleiſon.
Bug ie tacu miloſtiu biu,
Soiga ſinca mei nas puſtiu,
Od Marie diuiſſſe roien biu,
Vas voglien zuet ie oueſſſeliu.
O Kirie eleiſon.
Bug ie Iudie vchiu,
Dabi Bogu sluzile,
Iudie ſo zaslo vzele,
Na cris ſo ga raſpele.
O Kirie eleiſon.
Na cris ie to ſmert podiau,
Sant Ioſefiega dole ſnau,
Maria ie preiemala,
Te rane ſcoſſouala.
O Kirie eleiſon.
Merteu ie u grob zacopan
An velic camen na grob dian,
Na trechi dan ie od ſmerti vſtau,
Marie ſam ker ſe ie pricazeu.
O Kirie eleiſon.
Maria Maidalena,
Ta ie ta perua bila,
Kirie Ieſuſa videla
Da ie od ſmerti vſtau.
O Kirie eleiſon.
Ta angel ie k'tem zenam diau,
Da ie Ieſus od ſmerti vſtau,
Poite, tim Iogram prauite,
Inu San Petro oſnanite.
O Kirie eleiſon.
Sant Tomas ie ne veriem biu,
Se ie comech tega dobiu,
Da ie Ieſus od ſmerti vſtau,
Od ſoie britke martre.
O Kirie eleiſon.
Maria diuizza
Ta bode naſſa pomochnizza,
Nebeſcoga ladagna,
Duzziſſa ſuetiga raia.
O Kirie eleiſon.
Alleluia, alleluia, alleluia,
Ob tu ſe veſſelimo,
Inu Boga qualimo.
O Kirie eleiſon.

#### Hranjenje in izdaje
Jernej Kopitar je za slavistično knjižnico barona Žige Zoisa odkupil na dunajski dražbi danes edini na svetu ohranjen primerek te knjižice. Po baronovi smrti je prišla v tedanjo ljubljansko licejsko knjižnico. Ta izvod danes hrani ljubljanska Narodna in univerzitetna knjižnica. Na notranjo stran platnice je Kopitar zapisal Opus valde rarum, kar pomeni zelo redko delo. Kopitarjeva oznaka je za slovar aktualna predvsem zaradi jezikovnega gradiva v njem. V slovar je namreč Alasia da Sommaripa zapisal tudi nekatere lekseme, ki niso – vsaj tako kaže – prej in potem evidentirani v nobeni od slovenskih historičnih ali narečnih zbirk. O Alasijevem slovarju je prvi poročal Matija Čop leta 1831 v svoji rokopisni zgodovini slovenskega slovstva, nato pa Jernej Kopitar leta 1840. Skoraj v celoti je besedila iz Alasijevega slovarja objavil leta 1891 Vatroslav Oblak. Dvojezična knjižica je postala dostopnejša, ko jo je Mladinska knjiga leta 1979 vključila v zbirko Monumenta literrarum slovenicarum in izdala v sozaložništvu z Občino Devin - Nabrežina in z Založništvom tržaškega tiska. Dvojezična izdaja vsebuje 225 strani faksimiliranega slovarja in druga besedila. To izdajo je danes težko najti, morda le v kaki javni ali zasebni knjižnici. Prav tako je redkost faksimilirana izdaja v izvirnem formatu iz leta 1993, ki je izšla pri Državni založbi Slovenije. Med preučevalci slovarja v 20. stoletju so na primer France Kidrič, Anton Breznik in Lino Legiša, med novejšimi pa na primer Kozma Ahačič, Rada Cossutta, Metka Furlan, Lojzka Bratuž, Miran Košuta ter Irena Orel.